# The Shins
The Shins – amerykański zespół rockowy, w którego skład wchodzą: wokalista, gitarzysta i autor tekstów James Russell Mercer, gitarzysta Dave Hernandez, Eric Johnson z zespołu Fruit Bats, perkusista Joe Plummer i basista Ron Lewis. Styl grupy jest połączeniem kilku gatunków, m.in. pop, rocka alternatywnego, country alternatywnego i folku. Formacja została założona w Albuquerque w 1997, obecnie jednak zespół odbywa próby w Portland w stanie Oregon.

## Historia

### Początki - od Flake Music do The Shins (1997-2000)
The Shins powstał w 1997 jako projekt poboczny wokalisty Jamesa Mercera (wcześniej należącego do formacji Blue Roof Dinner) i Neala Langforda, byłych członków grającej muzykę lo-fi grupy Flake założonej w 1992. W 1999 grupa rozpadła się (w tamtym okresie pod nazwą Flake Music), jej członkowie postanowili jednak kontynuować działalność pod nazwą The Shins. Zespół wydał dwa single - "Nature Bears A Vacuum" (1998) i "When I Goose-Step" (2000), po czym wyruszył w trasę koncertową wraz z grupą Modest Mouse. W czasie trwania trasy wytwórnia Sub Pop zaproponowała zespołowi kontrakt na wydanie debiutanckiego albumu studyjnego.

### Kontrakt z Sub Pop (2001–2007)
Pierwszy album The Shins został wydany w 2001 pod nazwą Oh, Inverted World; spotkał się on z dobrymi ocenami ze strony krytyków, podkreślano głębokość znaczeniową tekstów utworów i charakterystyczny, "brzęczący", popowy dźwięk. Utwór "One by One All Day" został wykorzystany w soundtracku do filmu A Guy Thing (2003). Dwie inne piosenki z albumu ("Caring Is Creepy" i "New Slang") znalazły się na ścieżce dźwiękowej do filmu Powrót do Garden State wyreżyserowanym przez Zacha Braffa. Muzyka zespołu zawarta była również w serii Życie na fali i filmie SpongeBob Kanciastoporty. Dave Hernandez, były członek formacji Scared of Chaka, dołączył do grupy po odejściu Langforda. W 2002 zespół przeniósł się do Portland w stanie Oregon.
W 2003 wydany został Chutes Too Narrow, który spotkał się z bardzo życzliwym przyjęciem w kręgach muzyki indie, zebrał pozytywne oceny od krytyków, którzy uznali, że nagranie rozwinęło muzyczne horyzonty członków formacji i pokazało efekty wzorcowo przeprowadzonego procesu produkcji. Oh, Inverted World został sklasyfikowany na 71. miejscu Listy 100 Najlepszych Albumów z lat 2000-2004 autorstwa Pitchfork Media, zaś Chutes Too Narrow uplasował się na miejscu 47.. W 2006 grupa wspomogła finansowo festiwal All Tomorrow's Parties, przez co mógł on po latach wznowić swoją działalność.
Wydany w 2004 promocyjny singel zawierał koncertową wersję utworu "New Slang" (nagraną razem z zespołem Iron & Wine), remix piosenki "Fighting in a Sack" i cover utworu Marca Bolana "Baby Boomerang". The Shins nagrali również cover utworu "We Will Become Silhouettes" autorstwa The Postal Service, który został wydany na singlu "Such Great Heights" z 2003.
Pod koniec 2006, w wywiadzie dla Pitchfork Mercer ogłosił, że nowym członkiem zespołu został Eric Johnson, były członek grupy Fruit Bats.
Trzeci album studyjny grupy, Wincing the Night Away, wydany został 23 stycznia 2007. Wydawnictwo zadebiutowało na 2. miejscu listy Billboard 200 sprzedając się w nakładzie 118 000 egzemplarzy w ciągu pierwszego tygodnia, co jest najlepszym wynikiem w historii istnienia wytwórni Sub Pop. Album wyciekł do Internetu 20 października 2006 i był dostępny w serwisie iTunes przed premierą. Album był nominowany do Nagrody Grammy w kategorii Najlepszy Muzyczny Album Alternatywny. 
24 stycznia 2008 podczas pogrzebu aktora Heath Ledgera zagrano utwór "The Past and Pending". 

### Zerwanie kontraktu z Sub Pop, Aural Apothecary, przyszłość (od 2008)
20 czerwca 2008 grupa poinformowała o zerwaniu kontraktu z wytwórnia Sub Pop i podpisaniu kontraktu z prywatną wytwórnią Mercera, Aural Apothecary.
Jak wynika z wywiadu udzielonego Pitchfork Media 6 maja 2009 "keyboardzistę Martina Crandalla i perkusistę Jesse Sandovala zastąpili Ron Lewis z Fruit Bats i Grand Archives i Joe Plummer, członek Modest Mouse. W tym samym wywiadzie Mercer powiedział, że przygotowania do wydania albumu "są na bardzo wstępnym etapie" i że wydanie "planowane jest w przyszłym roku". Komentując zmiany w składzie, wokalista powiedział: "Mam pewne koncepcje muzyczne i produkcyjne wymagające nowych ludzi", jednak "nie zaprzeczam, że nie zagram już nimi nigdy".
W wywiadzie udzielonym 10 sierpnia 2009 były perkusista Jesse Sandoval powiedział, że nie odszedł z zespołu z powodu "różnic estetycznych", został z niego wyrzucony: "to prawdopodobnie trudne dla niego, by powiedzieć to wprost, ale... zostałem wyrzucony z zespołu. Nie można na to inaczej patrzeć.".

## Dyskografia

### Albumy studyjne
- When You Land Here, It's Time to Return (as Flake Music) (1997)
- Oh, Inverted World (2001)
- Chutes Too Narrow (2003) #86 (U.S.)
- Wincing the Night Away (2007) #2 (U.S.) #2 (CAN) #5 (AUS) #16 (UK)[17] #2 (Global Album Chart) #8 (IRE)
- Port of Morrow (2012)
- Heartworms (2017)
- The Worm's Heart (2018)

### EP
- Spork (jako Flake Music) (1995)
- Nature Bears a Vacuum (1998)
- Live Session EP (wydawnictwo dostępne jedynie za pośrednictwem iTunes) (2007)

### Single
| Rok  | Utwór                       | U.S. Hot 100 | U.S. Modern Rock | UK Singles Chart | Album                  |
| ---- | --------------------------- | ------------ | ---------------- | ---------------- | ---------------------- |
| 1999 | "When I Goose-Step"         | -            | -                | -                | -                      |
| 2001 | "New Slang"                 | -            | -                | -                | Oh, Inverted World     |
| 2001 | "Know Your Onion!"          | -            | -                | -                | Oh, Inverted World     |
| 2003 | "So Says I"                 | -            | -                | 73               | Chutes Too Narrow      |
| 2004 | "Fighting in a Sack"        | -            | -                | -                | Chutes Too Narrow      |
| 2006 | "Phantom Limb"              | 86           | 16               | 42               | Wincing the Night Away |
| 2007 | "Australia"                 | -            | -                | 62               | Wincing the Night Away |
| 2007 | "Turn on Me"                | -            | -                | -                | Wincing the Night Away |
| 2007 | "Sea Legs"                  | -            | -                | -                | Wincing the Night Away |
| 2012 | "Simple Song"               | -            | 10               | -                | Port of Morrow         |
| 2012 | "It's Only Life"            | -            | -                | -                | Port of Morrow         |
| 2012 | "No Way Down / Fall of '82" | -            | -                | -                | Port of Morrow         |
| 2016 | "Dead Alive"                | -            | -                | -                | Heartworms             |
| 2017 | "Name for You"              | -            | 30               | -                | Heartworms             |
| 2017 | "Half a Million"            | -            | -                | -                | Heartworms             |
| 2017 | "Cherry Hearts"             | -            | -                | -                | Heartworms             |

## Nagrody i nominacje
- Nominacja: (2008) Nagroda Grammy za Najlepszy Muzyczny Album Alternatywny za Wincing the Night Away[19]